# Koskelovesi och Miekkavesi
Koskelovesi och Miekkavesi är en sjö i Finland. Den ligger i kommunen Rautalampi i landskapet Norra Savolax, i den centrala delen av landet, 290 km norr om huvudstaden Helsingfors. Koskelovesi och Miekkavesi ligger 97,6 meter över havet. Den är 25 meter djup. Arean är 25,49 kvadratkilometer och strandlinjen är 85,18 kilometer lång. Sjön  ingår i Kymmene älvs huvudavrinningsområde.   Den sträcker sig 16,3 kilometer i nord-sydlig riktning, och 12,5 kilometer i öst-västlig riktning.
I övrigt finns följande i Koskelovesi och Miekkavesi:
- Kaposaari (en ö)
- Niinisaari (en ö)
- Pukkisaari (en ö)
- Saunasaari (en ö)
- Rusansaari (en ö)